# Pallavolo ai I Giochi europei - Convocazioni al torneo femminile
Elenco delle giocatrici convocate per i I Giochi europei.

## Azerbaigian
| N° | Nome                 | Ruolo | Data di nascita   | Squadra           |
| -- | -------------------- | ----- | ----------------- | ----------------- |
| -  | Aleksandr Chervyakov | All   | 8 agosto 1957     | -                 |
| 2  | Ksenija Kovalenko    | C     | 21 novembre 1986  | Azəryol           |
| 4  | Oksana Parchomenko   | P     | 28 luglio 1984    | Azəryol           |
| 5  | Odina Əliyeva        | S     | 22 maggio 1990    | Azəryol           |
| 6  | Ayşən Əbdüləzimova   | C     | 11 aprile 1993    | Lokomotiv Baku    |
| 7  | Elena Parchomenko    | C     | 11 settembre 1982 | Azərreyl          |
| 8  | Natavan Gasimova     | P     | 8 luglio 1985     | -                 |
| 10 | Jana Matiašovská     | S     | 7 luglio 1987     | Çanakkale         |
| 11 | Katerina Zhidkova    | S     | 28 settembre 1989 | Azəryol           |
| 12 | Valeriya Korotenko   | L     | 29 gennaio 1984   | -                 |
| 14 | Krystsina Yagubova   | P     | 13 febbraio 1996  | Telekom Baku      |
| 15 | Aynur Kərimova       | C     | 7 dicembre 1988   | Azərreyl          |
| 16 | Oksana Kiselyova     | L     | 30 maggio 1992    | Lokomotiv Baku    |
| 17 | Polina Rəhimova      | S/O   | 5 giugno 1990     | Hyundai Hillstate |
| 20 | Marharyta Stepanenko | S/O   | 25 aprile 1993    | Telekom Baku      |

## Croazia
| N° | Nome               | Ruolo | Data di nascita   | Squadra                   |
| -- | ------------------ | ----- | ----------------- | ------------------------- |
| -  | Angelo Vercesi     | All   | 23 giugno 1967    | Template:Volley femminile |
| 1  | Senna Ušić         | S     | 14 maggio 1986    | Savino Del Bene           |
| 2  | Ana Grbac          | P     | 23 marzo 1988     | Volero Zurigo             |
| 3  | Nikolina Božičević | L     | 14 gennaio 1995   | HAOK Mladost              |
| 4  | Nikolina Jelić     | S     | 9 novembre 1991   | Suhl                      |
| 5  | Dinka Kulić        | S/O   | 2 agosto 1997     | Vibrobeton                |
| 9  | Maja Burazer       | S/O   | 20 marzo 1988     | PTSV Aachen               |
| 12 | Tamara Sušić       | C     | 28 novembre 1990  | HAOK Mladost              |
| 13 | Samanta Fabris     | S/O   | 8 febbraio 1992   | LJ                        |
| 14 | Karla Klarić       | S     | 5 settembre 1994  | CSM Bucarest              |
| 16 | Vedrana Jakšetić   | P     | 17 settembre 1996 | Poreč                     |
| 21 | Marija Ušić        | L     | 5 febbraio 1992   | Datovoc Tongeren          |
| 22 | Marija Prša        | L     | 27 novembre 1989  | Forlì                     |

## Belgio
| N° | Nome              | Ruolo | Data di nascita   | Squadra              |
| -- | ----------------- | ----- | ----------------- | -------------------- |
| -  | Gert Vande Broek  | All   | 28 febbraio 1967  | Asteríx Kieldrecht   |
| 2  | Jasmien Biebauw   | P     | 24 settembre 1990 | Asteríx Kieldrecht   |
| 4  | Valérie Courtois  | L     | 1º novembre 1990  | Budowlani Łódź       |
| 5  | Laura Heyrman     | C     | 17 maggio 1993    | LJ                   |
| 6  | Charlotte Leys    | S     | 18 marzo 1989     | Atom Trefl Sopot     |
| 7  | Jolien Wittock    | S     | 22 febbraio 1990  | Oudegem              |
| 8  | Kaja Grobelna     | S/O   | 4 gennaio 1995    | Asteríx Kieldrecht   |
| 9  | Freya Aelbrecht   | C     | 10 febbraio 1990  | Busto Arsizio        |
| 10 | Lise Van Hecke    | S/O   | 1º luglio 1992    | River                |
| 11 | Els Vandesteene   | S     | 30 maggio 1987    | Nantes               |
| 12 | Dominika Strumilo | S     | 26 dicembre 1996  | Asteríx Kieldrecht   |
| 17 | Ilka van de Vyver | P     | 26 gennaio 1993   | RC Cannes            |
| 18 | Britt Ruysschaert | L     | 27 maggio 1994    | Asteríx Kieldrecht   |
| 19 | Sarah Cools       | C     | 14 aprile 1997    | Asteríx Kieldrecht   |
| 20 | Maud Catry        | C     | 4 settembre 1990  | Saint-Cloud Paris SF |

## Bulgaria
| N° | Nome                | Ruolo | Data di nascita   | Squadra             |
| -- | ------------------- | ----- | ----------------- | ------------------- |
| -  | Dragan Nešić        | All   | 31 luglio 1970    | Târgoviște          |
| 3  | Nasja Dimitrova     | C     | 6 novembre 1992   | Azərreyl            |
| 4  | Lora Kitipova       | P     | 19 maggio 1991    | Azəryol             |
| 5  | Dobriana Rabadžieva | S     | 14 giugno 1991    | Volero Zurigo       |
| 7  | Gabriela Koeva      | C     | 25 luglio 1989    | Beşiktaş            |
| 9  | Petja Barakova      | P     | 18 giugno 1994    | Levski Sofia        |
| 10 | Gergana Dimitrova   | S     | 28 febbraio 1996  | Sm'Aesch Pfeffingen |
| 11 | Hristina Ruseva     | C     | 1º ottobre 1991   | Nilüfer             |
| 13 | Marija Filipova     | L     | 10 settembre 1982 | Forlì               |
| 14 | Silvana Čauševa     | S/O   | 19 maggio 1995    | Marica              |
| 15 | Žana Todorova       | L     | 6 gennaio 1997    | Marica              |
| 16 | Elica Vasileva      | S     | 13 maggio 1990    | VakıfBank           |
| 18 | Emilija Nikolova    | S/O   | 26 dicembre 1991  | Imoco               |
| 20 | Mira Todorova       | C     | 12 aprile 1994    | Sm'Aesch Pfeffingen |
| 22 | Simona Dimitrova    | S     | 17 luglio 1994    | TFSE                |

## Germania
| N° | Nome               | Ruolo | Data di nascita   | Squadra        |
| -- | ------------------ | ----- | ----------------- | -------------- |
| -  | Luciano Pedullà    | All   | 3 agosto 1957     | AGIL           |
| 1  | Lenka Dürr         | L     | 10 dicembre 1990  | Azəryol        |
| 2  | Kathleen Weiß      | P     | 2 febbraio 1984   | Prostějov      |
| 4  | Maren Brinker      | S     | 10 luglio 1986    | Flero          |
| 6  | Jennifer Geerties  | S     | 5 aprile 1994     | Schweriner     |
| 8  | Louisa Lippmann    | S/O   | 23 settembre 1994 | Dresdner       |
| 9  | Leonie Schwertmann | C     | 12 febbraio 1994  | Münster        |
| 10 | Lena Stigrot       | S     | 21 dicembre 1994  | Vilsbiburg     |
| 12 | Anja Brandt        | C     | 15 febbraio 1990  | Schweriner     |
| 13 | Saskia Hippe       | S/O   | 16 gennaio 1991   | Schweriner     |
| 14 | Margareta Kozuch   | S/O   | 30 ottobre 1986   | River          |
| 15 | Lisa Thomsen       | L     | 20 agosto 1985    | Lokomotiv Baku |
| 17 | Laura Weihenmaier  | S/O   | 4 aprile 1991     | Schweriner     |
| 18 | Wiebke Silge       | C     | 16 luglio 1996    | Münster        |
| 20 | Mareen Apitz       | P     | 26 marzo 1987     | RC Cannes      |

## Italia
| N° | Nome                  | Ruolo | Data di nascita   | Squadra         |
| -- | --------------------- | ----- | ----------------- | --------------- |
| -  | Fabio Soli            | All   | 28 settembre 1979 | Argos           |
| 3  | Elena Perinelli       | S/O   | 27 giugno 1995    | Savino Del Bene |
| 4  | Sara Loda             | S     | 22 agosto 1990    | Bergamo         |
| 5  | Anastasia Guerra      | S     | 15 ottobre 1996   | Club Italia     |
| 7  | Laura Melandri        | C     | 31 gennaio 1995   | Bergamo         |
| 9  | Letizia Camera        | P     | 1º ottobre 1992   | Busto Arsizio   |
| 10 | Beatrice Parrocchiale | L     | 26 dicembre 1995  | San Casciano    |
| 11 | Myriam Sylla          | S     | 8 gennaio 1995    | Bergamo         |
| 12 | Giulia Pascucci       | S/O   | 29 settembre 1993 | San Casciano    |
| 13 | Raffaella Calloni     | C     | 4 maggio 1983     | San Casciano    |
| 14 | Valeria Caracuta      | P     | 14 dicembre 1987  | River           |
| 17 | Giulia Pisani         | C     | 4 giugno 1992     | Busto Arsizio   |
| 20 | Ilaria Spirito        | L     | 20 febbraio 1994  | Club Italia     |

## Paesi Bassi
| N° | Nome                   | Ruolo | Data di nascita   | Squadra            |
| -- | ---------------------- | ----- | ----------------- | ------------------ |
| -  | Giovanni Guidetti      | All   | 20 settembre 1972 | VakıfBank          |
| 2  | Femke Stoltenborg      | P     | 30 luglio 1991    | Forlì              |
| 3  | Yvon Beliën            | C     | 28 dicembre 1993  | Schweriner         |
| 4  | Celeste Plak           | S/O   | 26 ottobre 1995   | Bergamo            |
| 5  | Robin de Kruijf        | C     | 5 maggio 1991     | VakıfBank          |
| 6  | Maret Grothues         | S     | 16 settembre 1988 | RC Cannes          |
| 7  | Quinta Steenbergen     | C     | 2 aprile 1985     | Lokomotiv Baku     |
| 8  | Judith Pietersen       | C     | 3 luglio 1989     | İdman Ocağı        |
| 9  | Myrthe Schoot          | L     | 29 agosto 1988    | Dresdner           |
| 10 | Lonneke Slöetjes       | S/O   | 15 novembre 1990  | Schweriner         |
| 11 | Anne Buijs             | S     | 2 dicembre 1991   | Lokomotiv Baku     |
| 14 | Laura Dijkema          | P     | 18 febbraio 1990  | Dresdner           |
| 16 | Debby Stam             | L     | 24 luglio 1984    | -                  |
| 17 | Nicole Oude Luttikhuis | C     | 26 dicembre 1997  | Talent Team        |
| 22 | Nicole Koolhaas        | C     | 31 gennaio 1991   | Franches-Montagnes |

## Polonia
| N° | Nome                  | Ruolo | Data di nascita  | Squadra          |
| -- | --------------------- | ----- | ---------------- | ---------------- |
| -  | Jacek Nawrocki        | All   | 20 agosto 1965   | -                |
| 1  | Anna Barańska         | S     | 14 maggio 1984   | Chemik Police    |
| 2  | Maja Tokarska         | C     | 22 febbraio 1991 | Atom Trefl Sopot |
| 4  | Izabela Bełcik        | P     | 29 novembre 1980 | Atom Trefl Sopot |
| 5  | Agnieszka Kąkolewska  | C     | 14 ottobre 1964  | Impel            |
| 6  | Agnieszka Bednarek    | C     | 20 febbraio 1986 | Chemik Police    |
| 7  | Anna Podolec          | S/O   | 30 ottobre 1985  | Atom Trefl Sopot |
| 8  | Katarzyna Zaroślińska | S/O   | 3 febbraio 1987  | Atom Trefl Sopot |
| 9  | Agata Sawicka         | L     | 17 gennaio 1985  | Impel            |
| 11 | Sylwia Pycia          | C     | 20 aprile 1981   | Budowlani Łódź   |
| 12 | Daria Paszek          | S     | 30 agosto 1991   | Legionovia       |
| 13 | Agata Durajczyk       | L     | 19 agosto 1989   | Atom Trefl Sopot |
| 14 | Joanna Wołosz         | P     | 7 aprile 1990    | Busto Arsizio    |
| 15 | Natalia Kurnikowska   | S     | 13 gennaio 1992  | Muszyna          |
| 17 | Katarzyna Skowrońska  | S/O   | 30 giugno 1983   | Rabitə Baku      |

## Romania
| N° | Nome               | Ruolo | Data di nascita  | Squadra         |
| -- | ------------------ | ----- | ---------------- | --------------- |
| -  | Guillermo Gallardo | All   | 2 novembre 1970  | Köniz           |
| 1  | Valentina Ivanof   | C     | 9 febbraio 1985  | Alba-Blaj       |
| 2  | Irina Radu         | S     | 17 febbraio 1983 | Știința Bacău   |
| 3  | Roxana Iosef       | S     | 19 agosto 1988   | CSM Bucarest    |
| 4  | Alexandra Trică    | S     | 21 ottobre 1985  | Târgoviște      |
| 6  | Mihaela Albu       | L     | 1º gennaio 1994  | Știința Bacău   |
| 7  | Liana Smărăndache  | C     | 9 agosto 1989    | Dinamo Bucarest |
| 9  | Diana Neaga        | P     | 24 maggio 1986   | Târgoviște      |
| 10 | Nicoleta Manu      | L     | 3 dicembre 1980  | Dinamo Bucarest |
| 11 | Ioana Nemțanu      | S     | 1º gennaio 1989  | Alba-Blaj       |
| 12 | Adina Salaoru      | S/O   | 5 agosto 1989    | Alba-Blaj       |
| 13 | Sabina Miclea      | P     | 4 dicembre 1990  | Știința Bacău   |
| 15 | Georgiana Fales    | C     | 4 febbraio 1986  | CSM Bucarest    |
| 17 | Daiana Mureșan     | S/O   | 6 luglio 1990    | Savino Del Bene |
| 19 | Nneka Onyejekwe    | C     | 18 agosto 1989   | RC Cannes       |

## Russia
| N° | Nome                | Ruolo | Data di nascita  | Squadra          |
| -- | ------------------- | ----- | ---------------- | ---------------- |
| -  | Vadim Pankov        | All   | 1º giugno 1964   | Zareč'e Odincovo |
| 3  | Anastasija Bavykina | S     | 6 luglio 1992    | Zareč'e Odincovo |
| 7  | Ekaterina Romanenko | L     | 23 dicembre 1993 | Zareč'e Odincovo |
| 8  | Dar'ja Pisarenko    | S     | 22 aprile 1991   | Uraločka         |
| 9  | Dar'ja Stoljarova   | S/O   | 29 marzo 1990    | Omička           |
| 11 | Anna Levčenko       | P     | 12 luglio 1981   | Uraločka         |
| 12 | Irina Zarjažko      | C     | 4 ottobre 1991   | Uraločka         |
| 14 | Irina Uralëva       | P     | 14 giugno 1990   | Dinamo Krasnodar |
| 15 | Anastasija Novikova | S     | 20 marzo 1987    | Avtodor-Metar    |
| 16 | Julija Podskal'naja | C     | 18 aprile 1989   | Dinamo Krasnodar |
| 17 | Kristina Kurnosova  | L     | 17 giugno 1997   | Dinamo Mosca     |
| 18 | Irina Mal'kova      | C     | 5 gennaio 1989   | Dinamo-Kazan     |
| 19 | Irina Voronkova     | S     | 20 ottobre 1995  | Zareč'e Odincovo |
| 20 | Olesja Nikolaeva    | S     | 18 marzo 1994    | Dinamo-Kazan     |

## Serbia
| N° | Nome                | Ruolo | Data di nascita   | Squadra           |
| -- | ------------------- | ----- | ----------------- | ----------------- |
| -  | Zoran Terzić        | All   | 9 luglio 1966     | Omička            |
| 1  | Maja Savić          | C     | 14 agosto 1993    | Vizura            |
| 2  | Marta Drpa          | S/O   | 20 aprile 1989    | Spartak Subotica  |
| 4  | Bojana Živković     | P     | 29 marzo 1988     | İlbank            |
| 5  | Mina Popović        | C     | 16 settembre 1994 | Stella Rossa      |
| 6  | Tijana Malešević    | S     | 18 marzo 1991     | Sarıyer           |
| 7  | Brižitka Molnar     | S     | 28 luglio 1985    | Tianjin           |
| 9  | Brankica Mihajlović | S     | 13 aprile 1991    | Hisamitsu Springs |
| 12 | Jelena Nikolić      | S     | 13 aprile 1982    | Azəryol           |
| 13 | Ana Bjelica         | S/O   | 3 aprile 1992     | Chemik Police     |
| 15 | Jovana Stevanović   | C     | 30 luglio 1992    | Casalmaggiore     |
| 16 | Milena Rašić        | C     | 25 ottobre 1990   | VakıfBank         |
| 17 | Silvija Popović     | L     | 15 marzo 1986     | Volero Zurigo     |
| 20 | Slađana Mirković    | P     | 7 ottobre 1995    | Vizura            |
| 21 | Bianka Buša         | S     | 25 luglio 1994    | Vizura            |

## Turchia
| N° | Nome               | Ruolo | Data di nascita   | Squadra     |
| -- | ------------------ | ----- | ----------------- | ----------- |
| -  | Ferhat Akbaş       | All   | 14 aprile 1986    | -           |
| 2  | Merve Dalbeler     | L     | 27 luglio 1987    | Fenerbahçe  |
| 3  | Gizem Güreşen      | L     | 14 gennaio 1987   | VakıfBank   |
| 4  | Dicle Babat        | C     | 15 settembre 1992 | Fenerbahçe  |
| 5  | Kübra Akman        | C     | 13 ottobre 1994   | VakıfBank   |
| 6  | Polen Uslupehlivan | S/O   | 27 agosto 1990    | Fenerbahçe  |
| 7  | Seda Tokatlıoğlu   | S/O   | 25 giugno 1986    | Beijing     |
| 9  | Büşra Cansu        | C     | 16 luglio 1990    | Eczacıbaşı  |
| 10 | Güldeniz Önal      | S     | 25 marzo 1986     | VakıfBank   |
| 11 | Naz Aydemir        | P     | 14 agosto 1990    | VakıfBank   |
| 13 | Neriman Özsoy      | S     | 13 luglio 1988    | Imoco       |
| 14 | Gözde Yılmaz       | S/O   | 9 settembre 1991  | Eczacıbaşı  |
| 16 | Meliha İsmailoğlu  | S/O   | 17 settembre 1993 | Fenerbahçe  |
| 18 | Aslı Kalaç         | C     | 13 dicembre 1995  | Galatasaray |
| 20 | Çağla Akın         | P     | 19 gennaio 1995   | VakıfBank   |